# V357 Muscae
V357 Muscae, tidigare Nova Muscae 2018 och PNV J11261220-6531086, var en ljus nova i nordvästra hörnet av stjärnbilden Flugan. Den upptäcktes den 14 januari 2018 av Rob Kaufman i Bright, Victoria, Australien. Den hade då en skenbar magnitud på 7,0 för att den 16 mars 2018 ha minskat till 15,7 och därefter i juli-augusti åter ökat till ca 13. Förutom att den observerades optiskt upptäcktes novan på radiovåglängder med hjälp av Australia Telescope Compact Array. Den observerades där vid frekvens 5 GHz (0,10 mJy), medan frekvens 9 GHz hade ett flöde på 0,22 ± 0,02 mJy. Radiospektrets fördelning stämmer därmed med en optiskt starkt lysande källa.